# Partido Cívico OBRAS
El Partido Cívico OBRAS (conocido anteriormente como Movimiento Cívico Independiente OBRAS) es un partido político peruano nacionalista fundado el 8 de julio de 1989 por Ricardo Belmont Cassinelli.
Tras lograr participar en el proceso electoral de 1995, el partido nunca más participó en más elecciones, por lo tanto perdió la inscripción. Sin embargo, tras finalizar el proceso de reinscripción, recuperó su asiento electoral desde el 15 de julio de 2024.

## Historia
Ricardo Belmont como figura independiente formó alianzas con otros partidos, de esta manera buscó seguir en el cambio de la política.
Belmont postuló en 1995 a la presidencia de la República obteniendo un resultado desfavorable.
Las primeras elecciones al Parlamento de Belmont se dieron en el 2006 de manera independiente, como parte del PPC que a su vez se encontraba formando una Alianza con Frente de Centro. Se lanzó al Congreso por la lista de Valentín Paniagua y no logró pasar la valla, sin embargo, debido al fallecimiento de Alberto Andrade Carmona, se volvió legislador por ser accesitario del fallecido exalcalde de Lima.
En el 2015 se formó una alianza con Siempre Unidos y en 2016 una alianza con Perú Patria Segura con el fin de postular a la presidencia, sin embargo terminó en la renuncia del principal candidato.
En el 2018, se alió con el Partido Perú Libre  (Ex Perú Libertario) para candidato al municipio de Lima, obteniendo 3.89%
En el 2020 se incorporó a UPP con su Movimiento Obras, siendo precandidato con el número 1 para Lista de Lima en las elecciones Congresales en el partido que llevaba también de precandidato presidencial al reo por 25 años de prisión efectiva por ser promotor del Andahuaylazo, Antauro Humala.
En ese mismo año, fue impulsor de la desinformación contra la enfermedad que ha dejado a millones de víctimas, Pandemia de COVID-19, organizando una marcha en playas de Lima, sin usar mascarilla, dado que considera que la enfermedad es falsa, y promoviendo su frase “Cada vacuna que te metes [...] te puede dejar estéril” sin un sustento técnico ni médico.
En el 2021, nuevamente regresa a aliarse con Perú Libre, y convirtiéndose en Asesor Presidencial del Presidente Pedro Castillo, sin antes menospreciar una semana antes al presidente, usando la frase: “va a ser uno más de los que se va a la cárcel o termina rico y fugado del país”, y afirmando que irá a prisión.
Desde 2024 el partido está reinscrito ante el Jurado Nacional de Elecciones para poder participar en las próximas elecciones generales.
Belmont ha sido el único precandidato visible del partido, así como ha participado de independiente en alianzas los últimos años, sin embargo el partido político como tal no ha tenido presencia por sí sola en los procesos electorales, sin dependencia directa de Belmont.

## Nomenclatura

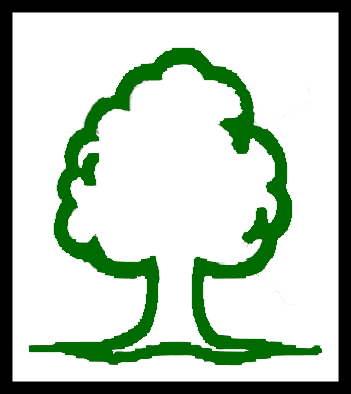
Logo del partido, cuando se fundó como Movimiento Cívico Independiente OBRAS.

Ricardo Belmont se encontraba en Miami cuando por la ciudad de La Habana ve un letrero que decía “Ideas menos acción igual fantasías. Ideas más acción, igual obras”. Así fue como decidió ponerle el nombre a su partido político: Movimiento Obras.
Una vez fundada la organización, Belmont empezó a recibir distintos tipos de amenazas y vandalismo a sus propiedades.

## Elecciones en las que participó
| Elección | Resultado  | Candidato                                  | Tipo de proceso                           | Alianzas que formó                  |
| 1989     | ganó       | Ricardo Belmont Cassinelli                 | Alcaldía de Lima                          |                                     |
| 1992     | reelección | Ricardo Belmont Cassinelli                 | Alcaldía de Lima                          |                                     |
| 1995     | perdió     | Ricardo Belmont Cassinelli                 | Presidencia de la República               |                                     |
| Alianzas |            |                                            |                                           |                                     |
| 2006     | perdió     | Ricardo Belmont Cassinelli (independiente) | Congreso de la República                  | Alianza Electoral Frente de Centro  |
| 2009     | ganó       | Ricardo Belmont Cassinelli                 | Reemplazo del Congresista Alberto Andrade | Alianza Electoral Frente de Centro  |
| 2016     | renunció   | Ricardo Belmont Cassinelli                 | Presidencia de la República               | Alianza con Siempre Unidos          |
| 2016     | renunció   | Renzo Reggiardo                            | Presidencia de la República               | Alianza con Perú Patria Segura      |
| 2016     | renunció   | Ricardo Belmont Cassinelli                 | Congreso de la República                  | Alianza con Perú Patria Segura      |
| 2018     | perdió     | Ricardo Belmont Cassinelli                 | Alcaldía de Lima                          | Alianza con Perú Libre              |
| 2021     | perdió     | Ricardo Belmont Cassinelli                 | Congreso de la República                  | Alianza con Unión Por el Perú - UPP |

## Resultados Electorales

### Elecciones presidenciales
|  | 2.04 % |

|  | 9.85 % |

|  | 5.75 % |

|  | 0.70 % |

|  | 0.00 % |

### Elecciones parlamentarias

#### Congreso unicameral
|  | 2.00 % |

|  | 10.98 % |

|  | 7.07 % |

|  | 2.07 % |

#### Congreso bicameral
| Año  | Senado | Senado | Senado  | Senado   | Cámara de Diputados | Cámara de Diputados | Cámara de Diputados | Cámara de Diputados | Notas |
| Año  | Votos  | %      | Escaños | Posición | Votos               | %                   | Escaños             | Posición            | Notas |
| ---- | ------ | ------ | ------- | -------- | ------------------- | ------------------- | ------------------- | ------------------- | ----- |
| 2026 |        |        | 0/60    |          |                     |                     | 0/130               |                     |       |

### Elecciones regionales y municipales
| Año  | Gobiernos Regionales | Alcaldías Provinciales | Alcaldías Distritales |
| Año  | Representantes       | Representantes         | Representantes        |
| ---- | -------------------- | ---------------------- | --------------------- |
| 1989 |                      | 1/190                  | 0/1694                |
| 1993 | 1/191                | 22/1694                |                       |
| 2026 | 0/25                 | 0/196                  | 0/1694                |